# トンモト
座標: 北緯58度59分53秒 東経126度16分17秒 / 北緯58.998141度 東経126.271362度

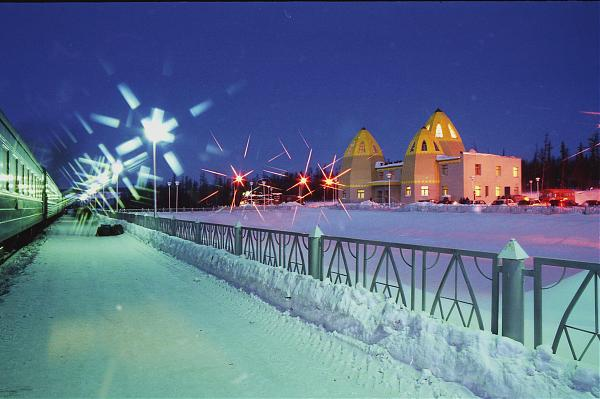
トンモト駅

トンモト (ロシア語: Томмот、ラテン文字転写：Tommot)は、ロシア連邦のサハ共和国に属する都市。市の名前はサハ語（ヤクート語）で「不凍」を意味する。
1923年にサハ共和国の首都であるヤクーツクの南450kmのアルダン川沿いに設立された。人口は9,032人(2002年)である。
シベリア鉄道が通る中ロ国境の町スコボロジノからトンモトまでの鉄道（アムール・ヤクーツク鉄道）が開通しており、2012年ごろにはヤクーツクまで延伸する計画がある。